# Tajemnica wielkiego Krzysztofa
Tajemnica wielkiego Krzysztofa – polski film przygodowy z 1972 roku w reżyserii Mieczysława Waśkowskiego, zrealizowany na podstawie powieści Andrzeja Żurowskiego.

## Obsada
- Marlena Andrzejewska
- O. Bieławska
- Ewa Czekalska
- Ludmiła Dąbrowska
- Mieczysław Janowski
- Ewa Kamas
- Piotr Kąkolewski
- Włodzimierz Kowalewski
- B. Krydziński
- M. Krydziński
- J. Okniński
- Jerzy Puzilewicz
- Paweł Rouba
- Halina Słojewska
- Zdzisław Starczynowski
- Andrzej Szalawski − wielki Krzysztof
- J. Ścisławski
- Jan Uryga
- Edward Warwas
- J. Zgorzelewicz
- Henryk Bista
- Marcin Troński − gdańszczanin